# حادثه بریجتون

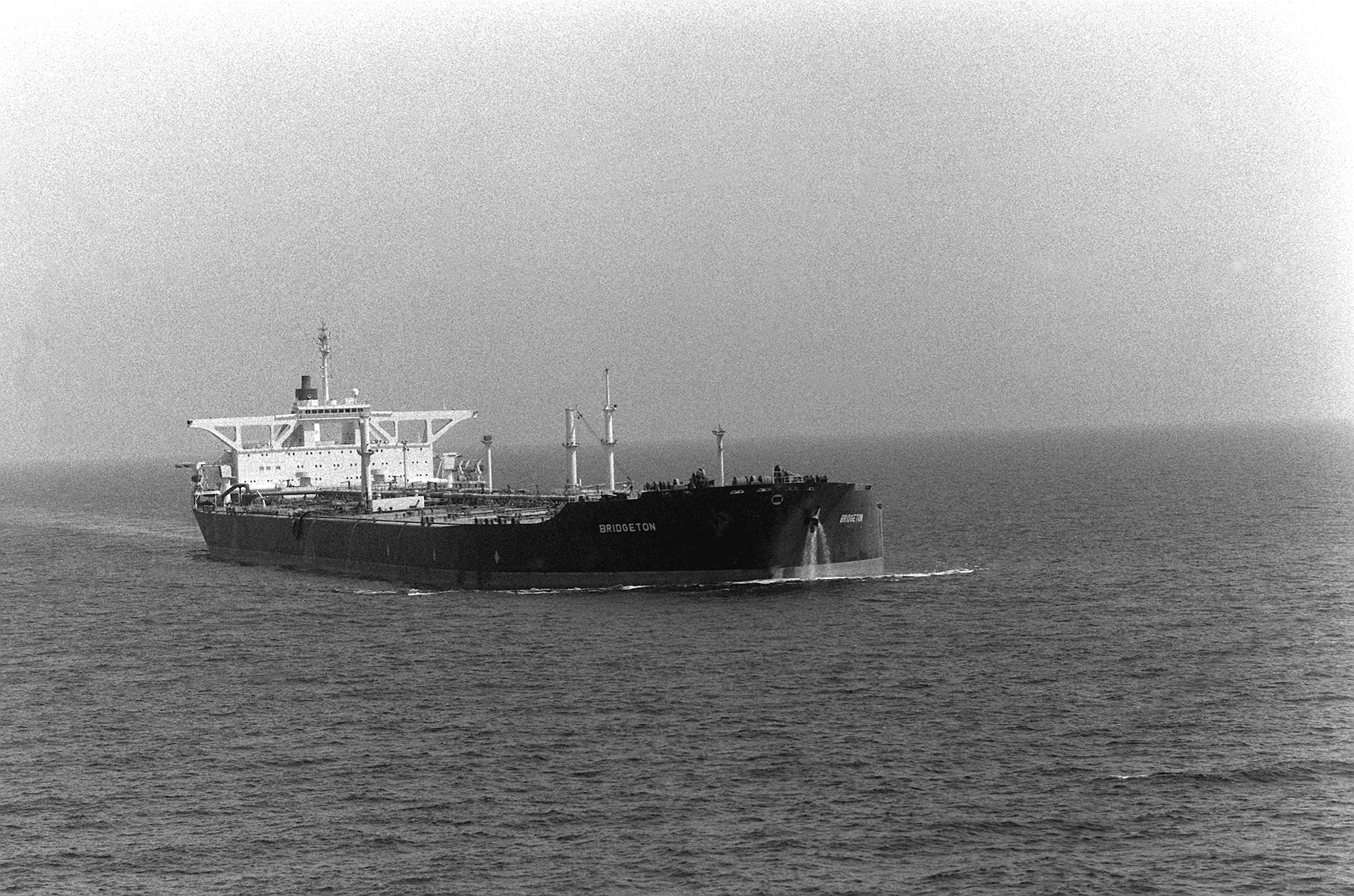
ناو بریجتون در حین عملیات اراده جدی

حادثه بریجتون (انگلیسی: Bridgeton incident) حادثه‌ای در تاریخ ۲۴ ژوئیه ۱۹۸۷ بود که طی آن سوپرتانکر آمریکایی اس‌اس بریجتون با مین‌های دریایی در نزدیکی جزیره فارسی در خلیج فارس برخورد کرد و آسیب دید. این کشتی در جریان سفری دریایی در نخستین کاروان عملیات اراده جدی بود. این عملیات توسط ارتش دولت آمریکا برای حفاظت از نفتکش‌های کویتی از حمله ایران در ۱۹۸۷ و ۱۹۸۸ در زمان جنگ نفت‌کش‌ها در اواخر جنگ ایران و عراق طراحی شده بود. انفجار یک مین دریایی ایرانی در کانال کشتیرانی خلیج فارس، بدنه بیرونی کشتی بریجتون را آسیب رساند، اما مانع از تکمیل سفر آن نشد.

## پیشینه

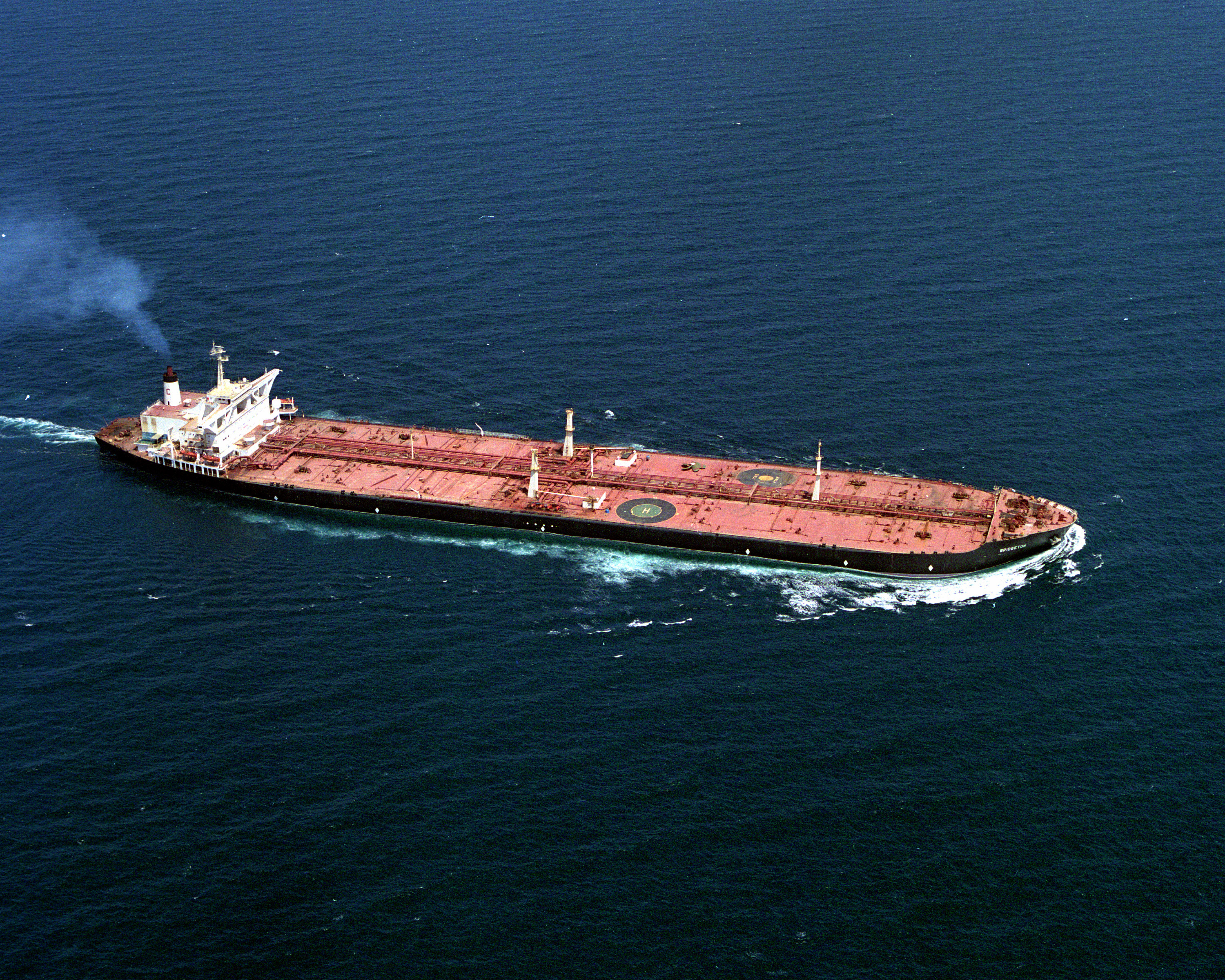
ناو بریجتون

طی یک سال از آغاز جنگ ایران و عراق در سال ۱۹۸۰، عراق حمله به کشتی‌های حامل نفت از بنادر ایران را آغاز کرد و به دنبال ترساندن متحدان و شرکای تهران و همچنین محرومیت ایران از درآمدهای نفتی بود. در سال ۱۹۸۴، ایران شروع به پیگیری ماجرا کرد و به تانکرهای کشورهایی که در جنگ از عراق پشتیبانی می‌کردند، حمله کرد. در سال ۱۹۸۷، کویت که کشتی‌هایش نفت عراق را حمل می‌کردند، از اتحاد جماهیر شوروی و ایالات متحده درخواست کمک نظامی کرد. در ابتدا، مسکو پیشنهاد کرد تا سه تانکر نفتی که پرچم شوروی را نصب کرده‌اند، به کویت قرض دهد و توسط نیروی دریایی شوروی از آن‌ها محافظت کند. در پاسخ، ایالات متحده پیشنهاد کرد که تانکرهای کویت با برافراشتن پرچم‌های آمریکا حرکت کنند و در کاروان‌های محافظت شده توسط نیروی دریایی ایالات متحده رفت‌وآمد کنند. این کاروان با نام عملیات اراده جدی نامگذاری شد.

## حادثه
برای محافظت از تانکرهای کویت، چهار ناو هواپیمابر، سه ناو جنگی و یک ناوشکن در خلیج فارس و تنگه هرمز یا در اطراف آن، تجمیع شده بودند. همچنین در حالی که کشتی جنگی یواس‌اس میزوری، دو ناو جنگی دیگر و یک حامل هلیکوپتر، در حال گشت زنی در منطقه بودند، ناو هواپیمابر ایالات متحده یواس‌اس کانستلیشن و خدمه آن نیز در نزدیکی اقیانوس هند قرار داشتند. طرح عملیات خواستار کاروان‌هایی بود که توسط سه یا چهار کشتی جنگی ایالات متحده و هواپیماهای قابل حمل، از جمله هواپیمای تهاجمی A-6، جنگنده‌های F / A-18، هواپیماهای EA-6B و جنگنده‌های F-14 محافظت شوند.
در ۲۱ ژوئیه ۱۹۸۷، کشتی ۴۱۴٬۲۶۶ تُنی بریجتون و تانکر گازی ۴۸٬۲۳۳ تُنی پرینس گاز از حوزه خلیج عمان تحت حفاظت سه کشتی جنگی ایالات متحده در اولین کاروان عملیات اراده جدی شروع به حرکت کردند. این کاروان از تنگه هرمز بدون حادثه عبور کرد، هرچند چهار جنگنده F-4 ایران به این گروه نزدیک شدند.
وقتی کاروان به میانه‌های مسیر خود رسید، ایران اعلام کرد که کاروان «کالاهای ممنوعه» حمل می‌کند. محسن رضایی، فرمانده وقت سپاه پاسداران، ابتدا دستور حمله توسط قایق‌های تندروی سپاه پاسداران از جزیره فارسی را صادر کرد. اما بعداً، بر اساس توصیه‌های رهبر ایران، آیت الله خمینی، موافقت شد که به جای یک مبارزه مستقیم عملیات مین گذاری انجام شود. یگان ویژه سپاه پاسداران که چندین هفته برای این مأموریت تمرین کرده بود، یک رشته از نه مین را در فاصله ۵۰۰ متری از یکدیگر قرار داد و سپس به جزیره فارسی برگشت. سرویس امنیتی آمریکا عملیات رضایی را کشف کرد، اما نتوانست به عملیات مین‌گذاری پی ببرد. در روز ۲۴ ژوئیه، بریجتون با یک مین در موقعیت ۲۷°۵۸' شمال و ۴۹°۵۰' شرق در ۱۳ کیلومتری غرب جزیره فارسی برخورد کرد. این انفجار یک حفره به مساحت ۴۳ متر مربع در بدنه تانکر نفت ایجاد کرد. ناو بریجتون کند شد، اما متوقف نشد. در همین حال، کشتی‌های جنگی نیروی دریایی ایالات متحده در دنباله کشتی ایستادند و اجازه دادند کشتی بزرگ دوجداره مسیرش را ادامه دهد.

## پس از حادثه
یک روز قبل از این حادثه، دریاسالار هارولد جی برنسن، فرمانده نیروی خاورمیانه، گفت: «نیروی هوایی و نیروی دریایی ایران نسبتاً قوی هستند. این به نفع آنها است که از نیروهایشان در یک مواجهه غیرمستقیم استفاده کنند.» پس این حادثه، برنسن اعلام کرد که نشانه‌هایی وجود دارد مبنی بر اینکه ایران مین‌ها را کار گذاشته است، اما هیچ‌کس فکر نمی‌کرد که کاروان را تحت تأثیر قرار دهد.
همچنین پنتاگون پس از حادثه اعلام کرد که کشتی‌های جنگی بیشتری را به این منطقه اعزام خواهد کرد و وزیر دفاع، کاسپار واینبرگر، اعلام کرد که ایالات متحده علیه هر کشوری که مین‌ها را در مسیر کشتی‌های مقصد کویت قرار داده است، تلافی خواهد کرد. اگر چه شواهد معتبری که حاکی از تخطی ایران باشد، وجود نداشت، اما مقامات آمریکایی همه متقاعد شده بودند که نیروهای سپاه پاسداران ایران شب قبل از وقوع حادثه، مین‌ها را زیر آب قرار داده بودند. وینبرگر گفت: «باید بالاترین اولویت به مین روبی اختصاص داده می‌شد.»
حادثه بریجتون یک پیروزی تاکتیکی -تبلیغاتی برای ایران بود. میر حسین موسوی آن را «یک ضربه جبران ناپذیر به حیثیت سیاسی و نظامی آمریکا» نامید.اکبر هاشمی رفسنجانی گفت: «از این به بعد، اگر چاه‌ها، تأسیسات و مراکز ما مورد اصابت قرار گیرد، ما نیز تأسیسات و مراکز شرکای عراق را مورد هدف حملاتمان قرار خواهیم داد.»